# 이우정 (1923년)
이우정(李愚貞, 1923년 8월 1일 ~ 2002년 5월 30일)은 대한민국의 신학자, 인권 운동가이다. 1970년에 한신대학교 학원민주화 운동에 가담했다가 학교에서 해직되었고, 1980년대 후반부터는 통일운동에도 참여하였다. 박정희, 전두환 집권 시절 반독재 민주화 운동과 기독교 페미니즘 운동을 주도했으며 명동 3·1 민주구국선언문을 직접 낭독하였다.
1953년 한신대학교와 서울여자대학교의 교수로 재직하며 해방신학과 페미니즘을 강의였으며 1970년 영세 작업장의 여성 노동자들의 열악한 근무 환경을 보고 여성 노동 운동에도 가담하였다. 1960년대 후반 유신 반대 투쟁을 시작으로 1970년 학원 민주화 운동과 기생관광 반대 운동을 주도하였으며, 1974년 서울여자대학교 교수로 재임용되었으나 1976년에 있었던 3.1 민주구국선언에 가담, 박정희를 비판하였다가 해직되기도 하였다. 민청학련 사건 때에는 민청학련의 연락원으로 활동했다. 박정희 정권 붕괴 이후에도 전두환 정권에 반대하는 투쟁을 주도하였다. 1986년에 부천경찰서 문귀동 형사가 여자 피고인을 성추행한 부천서 성고문 사건을 폭로했고, 1987년에는 한국여성단체연합을 세워 가족법 개정과 일본군 위안부 문제를 공론화시켰다.
1991년 신계륜 등과 함께 신민당을 세운 뒤 신민당 수석최고위원이 되었다가 김대중의 민주당과 통합하였고, 14대 민주당 전국구 국회의원을 지냈다. 국회 여성특별위원회 위원장과 국회 외교통일분과 위원, 민주당 최고위원, 김대중의 새정치국민회의와 새천년민주당의 상임고문을 지냈으며, 김대중 정부 출범 후 제2건국범국민추진위 공동의장 등을 역임했다. 2001년에는 민주화유공자 보상심의위원회 위원장이 되어 민주 인사들의 복권을 이끌어냈고, 이한열과 강경대를 사면복권시켰다. 국회의원으로 재직 중에는 호주제 폐지 운동과 성폭력특별법, 성매매 금지법안을 제정하기 위해 노력하였다. 또한 가정폭력처벌법을 성폭력특별법 안에 집어넣으려고 다른 여성 의원들과 함께 시도하였으며,  여성할당제를 주장하기도 했다.
기독교 여성운동가의 거두이자 한국 여성노동운동의 대모로 불렸다. 1992년에는 남한 여성계 대표 30명을 이끌고 '아시아의 평화와 여성의 역할' 토론회 참석위해 평양을 다녀오기도 했다. 신소설의 개척자인 이해조는 그의 조부이다. 본관은 전주이씨(全州李氏).

## 생애

### 생애 초반

#### 출생과 가계
이우정(李愚貞)은 1923년 경기도 포천시에서 태어났으며 본관은 전주(全州)이며 조선 제16대 국왕 인조의 셋째 아들인 인평대군(麟坪大君)의 후손이었다.
왕족으로서의 예우는 일찍이 끝났지만 그의 집안은 대대로 부유했고, 이우정이 태어날 때는 99칸의 대 저택을 포천읍내에 갖고 있었다. 할아버지 이해조는 신소설, 신문학의 개척자였지만 그의 아버지는 완강한 보수주의자였고, 가부장적이고 봉건적인 아버지 때문에 어머니가 고생하는 것을 보고 봉건 가족 제도에 반감을 품게 되었다.

#### 불우한 청소년기
그러나 부모가 일찍 죽고 형제들도 대부분 사망하여 그는 둘째 오빠와 함께 고아가 되었다. 그가 성인이 될 때까지 살아있던 둘째 오빠는 해방 후 판사가 되었지만 한국 전쟁때 조선인민군에 끌려가 광산에서 중노동을 하다가 병을 얻어 죽었다. 그는 평생 결혼하지 않고 독신으로 살았고, 조카가 몇 명이 있었다.
1940년 경기여자고등학교를 졸업하고 1946년 조선신학원(한신대학교의 전신)에 입학하였다.
당시 조선신학원에는 김재준 목사를 비롯해 명망있는 교수들이 숱하게 자리잡고 있어 자연스럽게 사회문제에 대한 인식을 키워갈 수 있었다. 그후 1953년 그가 한신대 교수가 됐을 때는 한신대 주변으로 진보적인 인사들이 모여들었다. 서울 수유리, 창동, 방학동에 그를 비롯해 문익환, 안병무, 함석헌, 이문영, 문동환 등이 포진했던 것. 이들은 지속적으로 교류하면서 시국현안에 대해 토의하고 중요사항을 결정했다. 1951년 5년만에 한신대학교 신학과를 졸업하였다.
1951년 캐나다로 유학, 토론토 대학교 내 엠마누엘 칼리지에서 신학을 공부한 후 1953년 귀국과 동시에 한신대학교 교수에 부임하였다. 1953년 한신대 교수로 부임한 뒤 해방신학을 접하게 되었다.

### 교육 활동과 노동 운동

#### 교육활동과 기독교장로회 활동
1953년 한신대학교의 교수가 되어 해방신학과 페미니즘을 강의하였으며 1970년까지 재직했다. 1953년 김재준 목사가 예수교장로회에서 이단으로 파문당한 뒤 한국기독교장로회로 독립했는데, 이우정은 바로 한국기독교장로회 여신도회 전국연합회 서기로 활동하였다. 그는 학생 때나 교수 시절에나 수줍음을 잘탔다.
그는 늘 땅만 보고 다닌다고 해서 일명 ‘벙어리’라는 별명이 붙을 정도였다. 그러나 한신대 여자 기숙사 사감을 하면서 여학생들과 ‘언니’ ‘동생’하며 허물없이 지내던 시절부터 여성문제에는 특별한 관심이 있었다. 또한 한신대 교수 재직 중 문동환 목사 등 16명과 함께 ‘새벽의 집’이라는 공동체 생활을 하기도 했다. 그밖에 그는 대학 교수 활동 이외에도 YMCA 여성 기독교 청년회에도 참여하여 활동했으며 1970년 한신대학교 교내 분쟁으로 교수직을 사퇴하였다.

#### 여성주의 운동가들 양성
대학에서 그는 신학을 가르치면서도 페미니즘 운동가들을 길러냈다. 한편 한국기독교장로회는 기존의 보수 교단과 달리 기장은 역사 비판적 성격이 강했다. 즉 “성서의 글은 인간의 글이고, 시대의 글이다. 하나님의 뜻을 이해하려면 시대를 이해해야 하고, 성서를 분석하고 학문적으로 연구해야 한다”라는 주장을 굽히지 않았다. 이우정 역시 이러한 견해에 호응하여 신학을 가르치면서도 사회 문제까지 함께 보도록 가르쳤고, 여성 인권 문제에 대하여 젊은 여학생들에게 각성을 요구하였다.
따라서 우리 사회의 성격을 규명하지 못하고는 제대로 신앙생활을 할 수 없다는 절박함이 그들의 뇌리를 압박했다. 이우정은 제자들, 그중에서도 특히 여제자들을 이런 신학사상을 바탕으로 가르쳤다. 그가 길러낸 제자들은 이후 각종 사회운동을 이끌었고 여성운동에서도 밑바탕이 됐다. 이후 그는 많은 기독교 페미니즘 운동가들을 길러냈다.

#### 노동운동 참여 계기
교수직 사퇴 직후 서울지역 청계천 등 영세 공장단지 여공들의 열악한 근무 환경과 작업장의 비위생과 사고 위험 요인을 목격한 이후, 해방신학과 페미니즘 운동 외에도 노동운동에도 뛰어들어 본격적으로 활동하였다.
| “ | 한신대에서 보낸 17년은 제가 산 게 아니었어요. 밖에선 노동자들의 인권이 그처럼 혹독하게 유린당하고 있는데, 저는 그런 일이 있는 줄조차 모르고 학교 울타리 안에서 강의에만 충실했죠…그래서 교수노릇 그만둔 것을 진실로 후회하지 않아요. | ” |

이후 기독교 페미니즘의 지도자로 활동하면서 노동자 처우개선 운동에도 꾸준히 참여하였다. 1968년부터는 박정희가 삼선 개헌을 추진하자 반 박정희 운동에 동참하였고, 이는 전두환에 대한 반대 운동에도 계속 참여하게 됐다. 1970년 한국교회여성연합회장에 선출되었다. 1973년 한국교회여성연합회 회장에 선출되었고, 1973년에는 서울여자대학교의 교수가 되었다.

### 반독재 운동과 여성 운동

#### 노동운동 참여
그는 평화시장 뒷골목의 ‘삼일사’라는 피복공장에서 어린 여공들이 착취당하는 참상을 목격한 뒤 노동운동에 참여하기 시작했다. 그는 목요기도회에 찾아오는 여공들의 구원요청을 외면할 수 없었다. 동료인 박형준 목사와 조화순 목사가 이미 빈민운동과 노동현장에 참여해 노동자들과 아픔을 나누고 있었다. 유신시절 기독교회관 대강당에는 매주 목요일마다 민주인사들이 모였다. 이른바 ‘목요기도회’였다. 이우정은 매일 기독교회관 대강당에 나갔고 목요기도회에도 꾸준히 참여하였다.
박정희 정권은 기도회 참여자를 끊임없이 감시하고 도청했다. 그러나 목요기도회는 억울한 이들과 그 가족들이 찾아드는 공간으로 변해갔다. 수사기관에 붙들려갔다가 풀려난 사람은 반드시 이곳에 찾아와 진실을 밝혔다. 그래서 이 모임은 당시의 인권상황을 생생하게 증언하는 모임이 됐다. 이곳말고는 어디에도 그들의 아픔을 들어줄 곳이 없었다. 이우정 선생은 그곳에서도 ‘중심’이었다. 이우정은 비기독교신자인 운동가들도 받아들여 쉼터 내지는 피난처로 삼게 했다.
1970년 가을에 있었던 전태일 분신자살사건을 접하고 노동동운동에 본격 투신하였고, 동시에 노동선교 활동도 추진하게 되었다.

#### 기생 관광 반대 운동
1972년부터는 기생 관광 반대 운동과 윤락 업소 단속 운동을 추진했다. 1960년대 말 교수 시절, 그리고 1970년대 초 해직된 후 한국교회여성연합회를 이끌 무렵 일본에 자주 왕래하며 일본 기독교인들과 교류했다. 그때 선생에게 과제로 부여된 것이 ‘기생관광’이었다. 일본으로부터 차관을 들여오기 위해 굴욕외교를 벌이던 당시, 한국을 찾은 일본인 관광객들은 한국 여성들을 농락했다. 대한민국 정부는 정부대로 외화획득이라는 명분으로 이를 공창(公娼) 비슷하게 묵인했다.
하지만 선이우정은 그런 불의를 보고만 있을 수 없었다. 그는 윤락여성들을 직접 설득하기도 하고, 정부 관련부처를 발이 부르트도록 뛰어다니기도 하며 사회적 인식을 바꾸어놓았다. 당시 문교부의 한 과장은 그에게 “지금은 과도기니 조금만 참아달라”며, 그러면서 “필리핀에서는 화대가 60달러지만 우리는 100달러나 된다”고 덧붙였다.
| “ | 그게 그렇게도 자랑스러운 일이라면 당신 딸부터 내놓으세요. | ” |

문교부 관계자의 말에 그는 정색을 하고 매섭게 쏘아붙였다. 그는 기생관광 반대운동이 성과를 거두자 1981년 이후에는 성매매 추방 운동과 캠페인을 추진하였다.

#### 박정희 정권 시절

##### 학원 민주화, 유신 반대
1970년에 한신대학교 학원민주화 운동에 가담했다가 학교에서 해직되었고, 그해 가을에 있었던 전태일 분신자살사건을 접하고 노동 선교에 투신하게 되었다. 그리스도교 운동권 중심의 인권운동에 관여했다. 1973년 한국교회여성연합회 회장에 재선되었으며, 유신 반대와 기생관광 반대 운동을 주도하였다. 그는 일본인 관광객들을 대상으로 하는 기생관광을 반대하고, 기생관광과 성매매를 단속하지 않는 정부를 비난, 성토하였다.
1974년 민청학련사건 때 자금 연락책으로 몰리기도 했던 그는 이를 계기로 ‘현장’에 더 적극적으로 파고들어갔다. 1970년대 후반과 1980년대 초반에는 민주화운동 인사들에 대한 구속과 석방이 지리하게 반복됐던 만큼 선생은 토요일이면 늘 제자들을 이끌고 법정으로 출동했다. 1974년에 서울여자대학교 교수로 재임용되었다.

##### 민청학련 관련자 보석금 마련
1970년대 중반 서울 종로5가 기독교 회관 301호 여신도회 사무실에서 그는 매일 민청학련 사건 관련자들의 석방을 주도하기 위해 뜨개질 등을 자청하였다. 뜨개질을 못하던 그는 자신의 여제자들에게 뜨개질을 배웠다.
- "아니 선생님은 뜨개질도 못하세요?"

- "허허, 구박하지 말고 잘 좀 알려줘….[5]"

그는 기독교장로회 여신도들과 함께 ‘빅토리 숄’이라고 이름 붙인 보라색 숄을 매일같이 뜨개질해서 해외 교회에 내다 팔았다. 보라색은 고난의 색이자 승리의 색. 여신도들은 “민주회복, 민주회복…”이라 되뇌어가며 뜨개질을 했다. 이우정 선생은 뜨개질을 못한다고 제자들에게 면박을 받았지만 금방 익숙해져 많은 숄을 만들었다. 그는 곧 기독교교회연합회 산하 교회여성연합회의 인권위원장을 맡기도 했다.
그는 구속자 가족들을 위로하는 등 늘 뒤처리를 도맡으며 동일방직, 원풍모방 대책위원회 등을 이끌었다. 교회여성연합회를 중심으로 활동하던 시기에는 누구도 내켜하지 않는 인권위원장을 맡아 노동자들의 인권보호를 위해 백방으로 뛰어다녔다. 그는 '이 일은 가족이 없는 나의 소명”이라 생각했다.는 것이다.

##### 명동 민주 구국선언 사건
그뒤 1974년 서울여자대학교 신학 교수로 재임용으나 1976년 3월 1일 명동성당에 도착, 700여명의 신자들과 윤보선 등과 함께 기도회, 김지하를 비롯한 구속 정치범을 위한 미사에 참석하고, 명동 3·1 민주구국선언문을 직접 낭독하였다.
1976년 저녁 명동성당에서 열린 ‘3ㆍ1절 기념 미사 및 기도회’에서 성명서가 발표됐다. 이우정은 김대중, 함석헌, 윤보선 등과 함께 서명자 10인의 한 사람으로 서명하였다. 그는 3·1 명동구국선언에 서명한 것이 빌미가 되어 정부의 압력으로 1976년 다시 해직 교수가 된다.

##### 명동 구국 선언 당시
76년 2월 김대중씨는 독자적으로 3ㆍ1절 선언'을 준비하고 있었다. 김대중은 정일형 의원을 찾아가 취지를 설명하고 동참을 요청했다. 부인 이태영씨는 문익환 목사의 심부름을 온 이우정에게 ‘민주구국선언’에 동참키로 약속한 상황이었다. 자연스럽게 김대중-정일형-이태영-이우정-문익환 형태의 연결고리가 형성됐다. 이우정씨의 회고. ‘중부경찰서로 연행돼 밤샘 조사를 받았다. 다음날 아침 각서나 한 장 써놓고 가라고 했다.
담당 형사와 함께 밖에서 느긋하게 아침을 먹고 경찰서로 돌아오니 분위기가 확 바뀌어 있었다. 곧바로 정보부로 넘겨졌다. 나중에 안 일인데, 3ㆍ1절에는 으레 교회나 성당에서 성명서 같은게 나오는 만큼 대충 넘기라는 지시가 새벽에 내려왔다는 것이다. 3월 2일 아침 국무회의에서 김대중이 서명한 것을 안 박정희 대통령은 노발대발해 모두 잡아넣고 엄히 다스리라고 지시했다는 것이다. 그는 3년 징역형을 선고받았는데, 독신여성에 나이도 있었던데다 해외 교회의 여신도들이 박정권에게 탄원서를 보낸 덕분에 1주일 만에 풀려났다.

#### 노동운동과 KBS 시청료 거부 운동
1976년 당시 반성문을 요구하는 서울여자대학교의 요구에 거절했다. 반성문을 요구하는 학교당국의 요구에 불응하여 이우정은 다시 교수직에서 해직되었다. 이후 더 활발하게 기독교 페미니즘 운동과 노동운동, 인권 운동, 유신 정권 비판 강연과 칼럼 등의 활동에 전념하였다. 그는 독재정권에 맞선 언론 민주화운동에도 적극 참여했다. 1977년 한국기독교교회협의회(NCC) 개혁추진운동 집행위원에 선출되어 이때에는 한국방송공사(KBS) 시청료거부운동을 전개했다.
여신도들의 금반지를 모아 동아일보에 십여 차례나 격려 광고를 냈고, KBS 시청료 납부거부운동에 앞장서기도 했다. 이는 우리나라 불복종운동의 선구이며, 정권의 시녀로 전락한 언론에 대한 대대적인 시민운동으로 자리매김했다. 한국방송공사는 군사 독재정권의 어용 방송이며 정권 홍보 방송이니 KBS 방송을 시청하지 말고, KBS 방송 시청료 납부를 거부할 것을 주장하였다.
그는 다른 기독교인사들, 한빛교회와 갈릴리교회, 목요기도회를 중심으로 뭉쳤고, 해직교수들과 학생들은 서울 충정로에 있는 한신대 선교교육원과 종로5가 기독학생총연맹(KSCF)에 모여 시국에 대한 담론을 했다. 그는 한신대 선교교육원에서 해직교수인 백낙청, 박현채, 리영희, 정창열, 강만길 등과 함께 민중신학과 우리 역사, 문학 등에 대해 토의하면서 보냈다.

#### 전두환 정권 시절

##### 한국여성단체연합 조직
1979년 10월 박정희 정권이 붕괴되고 김영삼과 김대중 사이에 알력이 보이자 그는 10월부터 12월 사이 김영삼, 김대중 양측의 사람들을 만나 교섭하면서 일단 단결할 것을 호소했다. 그러나 어느 쪽도 그의 말을 들어주지 않았다.
인혁당 사건 관련자들의 석방 구명 운동과 광주 학살에 대한 항의 등 전두환 정권 출범 이후에도 반독재 운동을 계속하였다. 1985년 WCC 세계선교위원회 부위원장에 선출되어 1991년까지 재직했다. 1986년에 부천경찰서 문귀동 형사가 여자 피고인을 성추행한 부천서 성고문 사건을 폭로했고, 1987년에는 한국여성단체연합을 창설해 가족법 개정과 일본군 위안부 문제를 공론화시키고 복지에 힘을 기울인다.
1986년 문귀동의 권인숙 성고문 폭로사건을 계기로 이우정은 20여 개의 여성단체들과 강력한 연대활동을 펼쳤고, 통합 조직의 필요성을 역설하였다. 1987년 2월 한국여성단체연합(여연)을 창설하게 된다. 여연의 초대 회장에 선출된 이우정은 조직을 체계적으로 정비하는 한편, 군사 정권과 남성 중심의 권력에 저항할 것을 촉구하는 한편 페미니즘 인재들에 대한 지원과 장학 사업 등을 추진하며 페미니즘 후배들을 키우며 사회적으로 여성의 몫을 증대하는 일에 힘을 쏟기 시작하였다. 그러나 사회 분란을 조장하려 한다는 이유로 전두환 정권의 감시를 당하게 된다. 이후 이우정에 대한 감시는 노태우 정권 초반까지 이어지게 되고 이는 윤석양의 민간인 사찰 대상자 폭로 때의 명단에도 그의 이름이 들게 된다.

##### 야당 분열 전후
그는 정신대 문제에도 관심을 갖기 시작하였다. 그는 정신대문제대책협의회를 이끌던 이효재와 함께 정대협을 꾸리며 이 문제를 국제적인 이슈로 부각시켰다. 김학순을 국제회의장에 보내 증언하게 했고, 일본 오키나와에서 삿포로까지의 현지답사를 벌이며 일본정부를 압박했다. 그 과정에서 일본의 지식인들을 설득했고 북조선의 동참을 호소했다.
박정희·전두환 정권의 끊임없는 감시와 협박, 그리고 회유를 견디며 몸에 밴 청빈의 모습도 오래 기억될 것이다. 선생은 대학에서 해직되어 소득이 한푼도 없던 시절에도 내색하지 않고 반 박정희, 반 전두환 운동을 계속했다.
1980년대 말부터 정치권으로부터 끈질긴 러브콜을 받았다. 하지만 그때마다 그는 "나는 정치를 잘 모르니까 직접 정치를 한다든가, 당적을 갖고 싶은 생각은 꿈에도 없다”며 고사했다. 이우정 선생은 1987년 김대중, 김영삼 결별과 그후에 벌어진 3당 합당에 큰 충격을 받았다고 한다. 특히 이를 계기로 더욱 심화된 지역갈등에 가슴 아파했다. 김영삼과 김대중의 후보 단일화 협상이 진행되자 그는 반드시 단결할 것을 주문하였다. 그러나 김영삼과 김대중의 후보단일화는 실패하고 만다.

#### 노태우 정권 시절
그해 한국여성단체연합 회장에 선출되어 3년간 재직했다.  한국여성단체연합회 회장을 역임하면서 기층여성의 권익옹호와 최루탄추방운동 등을 추진했다. 1989년 한국기독교교회협의회(KNCC) 부회장, 1990년 한국여성단체연합회 고문을 역임했다. 80년대 후반부터는 통일 문제에도 관심을 갖고 참여하기 시작하였다.
해방신학, 여성운동 등에 대한 반감을 품은 보수 세력의 공세가 있었지만 유창한 언변으로 이를 모두 반박하였다. 결국 노태우 정부 때 그는 보안사 사찰대상 민간인의 리스트에 오르게 된다.

#### 3당 통합과 김대중 지원
1988년 13대 대한민국 국회의원 총선거 직전 김영진, 박영숙, 임채정 등의 재야인사들과 함께 평화민주당에 입당해 정계에 입문하였다. 1990년 3당 통합으로 김영삼이 통일민주당을 이끌고 노태우의 민정당, 김종필의 신민주공화당과 3당 통합을 하자 그는 김영삼을 비판하고 김대중의 편에 서게 되었다. 그와 40년을 함께 일한 나선정 장로는 그때를 이렇게 회고하였다.
| “ | 선생께서는 ‘목사들마저 경상도, 전라도로 갈라지니 이 일을 어찌하니…’라며 걱정하셨어요. 그래서 저희가 ‘선생님이 뭐라도 좀 하세요’라고 주문했죠. 이제는 제도권에 들어가 투쟁할 때라고 판단해서 선생님께 용기를 드린 겁니다. 결국 선생은 김대중에게 힘을 실어야 할 때라고 보고... | ” |

13대 총선에서 낙선한 이후 정계 진출에 뜻을 두지 않다가 3당 합당을 계기로 그는 김대중에게 힘을 실어주기로 마음먹고 본격적으로 정치 활동을 시작하였다.  그는 재야 세력을 규합, 신민주연합을 만들어 김대중 당시 평민당 총재와 손잡고 다시 신민당을 만들기에 이른다.

### 생애 후반

#### 통일 운동과 여성 운동
1991년 3월 23일에는 신계륜, 박우섭과 함께 신민주연합당을 창당하였고, 신민당 수석최고위원이 되었으며 3월 30일 평화민주당과 합당했고 그 해 8월 박찬종 등과 함께 야권통합추진위원회를 조직하여 공동의장이 되어 야권 정당, 시민사회단체의 통합을 추진하였다.
1992년 5월에는 제14대 총선에 비례대표로 입후보, 민주당 전국구의원으로 국회에 입성해 김영삼의 대북 강경책과 여성 정치인의 공천 배제를 비판해 주목을 받기도 한다. 1991년 민주당 최고의원에 선출되었다. 국회 진출 이후 이우정은 정치권에서 여당 및 보수세력을 상대로 장내 투쟁을 벌이는 데 일익을 담당했다. 또한 정계진출 이후에도 여성 운동과 성매매 추방 운동, 호주제 폐지 발의 등을 추진하였다.
국회 재직 중에는 국회 여성특별위원회 위원장과 국회 외교통일위원분과 위원을 맡았다. 국회의원 시절 이우정의 재산신고액은 1300만원이었다. 세상을 뜨던 날엔 이보다 더 줄어 있었다.
1992년 9월 1일에는 대한민국 여성계 대표 30명을 이끌고 '아시아의 평화와 여성의 역할' 토론회 참석위해 평양을 다녀왔다. 1993년에는 캐나다 빅토리아 대학교에서 명예문학박사학위를 받았다. 1994년 국회 여성특별위원회 위원장에 선출되었고, 1996년 김대중이 새정치국민회의를 창당하자 새정치국민회의로 입당하여 상임고문이 되었다.

#### 호주제 폐지 발의와 가정폭력 문제 조명
국회의원으로 재직 중 그는 이태영 등이 추진하던 호주제 폐지 운동을 계승하여 호주제 폐지 법안과 호주제의 위헌성을 지적하였다. 그러나 남성 의원들은 호주제 폐지에 반대하였고, 보수 세력에게 공격당하였다.
한편 성폭력에 대한 엄격한 법적용을 주장하였고, 동시에 가정폭력처벌법을 제정하려 노력하였다. 그러나 역시 무산되었다.
| “ | 가정폭력처벌법을 성폭력특별법 안에 집어넣으려고 여성계와 여성 의원들이 그렇게 노력했는데, 국회 안에서 남자 의원들이 아무도 동의를 안 해 주는 거야. 만약에 그런 법을 만들면 남자들이 아침에 출근 못하고 줄줄이 잡혀간다나. 여편네 두들겨 패는 정도는 흔히 있는 것 아니냐는 그런 의식을 가지고 있는 거야. 법사위원회에 있는 의원들이 모두 남자이니 여자 사정을 어떻게 알아. | ” |
|   | — 『이야기 여성사』 이우정 편 중에서 |   |

성폭력특별법 주장은 부분적으로 받아들여져 1998년 김대중 정권 출범 이후 대대적인 성매매 단속으로 이어졌다.

#### 여성 의무 할당제 주장
국회의원으로 재직 중 그는 여성 의무 할당제를 부여할 것을 주장했다. 이우정은 ‘정치는 호흡하는 공기와 같다. 그 공기를 정화하려면 더 많은 여성이 참여해야 한다.’는 지론을 포기하지 않았다. 그는 한국 여성의 최대 취약점이 정치적 열세임을 절감하고 여성할당제의 깃발을 높이 치켜들었다. 그러나 그의 여성 의무 할당제는 남자들이 정당하게 채용시험을 보고 들어갈 자리를 강제로 빼앗는다, 군대에서 복무하는 등 남성에게는 시간적, 물리적 제약이 있다는 보수 세력의 반대로 무산된다.

#### 김대중 정권 출범 이후
1997년 박용길 등과 함께 평화를 만드는 여성회를 조직하고 수석대표가 되었다. 이후 김대중이 대통령에 당선되자 김대중 정권하에서 민족화해협력국민협의회 상임의장, 제2의 건국 범국민추진위원회 공동의장 등을 역임했다. 이후 1998년 통일부 통일자문회의 고문, 2000년 새천년민주당 상임고문 등에 위촉되었다. 2001년에는 다시 새천년민주당 상임고문에 위촉되고 그 해 민주화 유공자 심의위원회 위원장에 선임되어 민주화 운동 참가자들의 심사와 보상을 위해 적극 노력하였다. 1995년 한신대학교 한신상, 1996년 아시아인권기금상, 1999년 국민훈장 모란장 등을 수상하였다.
1999년 아태민주지도자회의 이사, 2000년 평화를 만드는 여성회 이사장이 되었다. 1999년 4월에는 민주 인사들이 주축이 되어 만든 국민정치연구회에 창립 발기인으로 참여하였다. 저서로는 《여성신학의 이해》(1980), 《한국기독교여성 백년의 발자취》(1985), 《한국기독교장로회여성 60년사》(1989) 등이 있다.

### 민주화 운동가 명예 회복과 최후
2001년 3월에는 박종철과 이한열의 명예 회복을 추진하여 성사시켰다. 그해 3월 9일의 민주화 유공자 심의위원회 분과위를 열어 '권위주의 정권에 항거하다 숨진 박종철씨와 이한열을 민주화운동 관련자로 결정'하였다. 이로서 이한열, 박종철의 공식 명예회복을 시켜주었다.
만년에도 `평화를 만드는 여성회' 대표와 '민족화해협력범국민협의회' 상임의장으로 활동했다.
2002년 5월 서울대학교 대학병원에서 노환으로 입원해 있다가 28일 숙환으로 의식을 잃고, 5월 30일 오후 4시 30분경 서울대학교 대학병원 응급실에서 사망했다. 그의 나이 향년 79세였다.

### 사후
'고 이우정 선생 사회장 장례위원회'가 구성되었으며, 장례는 사회장으로 치러졌다. 생전의 유언에 따라 각막을 사후 기증했다. 장례식 날 한신대 교정에는 선생이 생전에 가장 좋아했던 찬송가 ‘저 높은 곳을 향하여’가 울려퍼졌다. 평생 독신으로 지낸 그의 장례는 주변 지인과 제자들에 의해 사회장(5일장)으로 치러지고, 재 야운동가인김상근 목사가 호상을 맡았다.
2004년 12월 11일 사단법인 통일맞이회(이사장 장영달 열린우리당 의원)는 이우정이 통일운동에 헌신한 공로로 늦봄통일상을 추서하였다. 12월 11일 오후 4시 서울 종로구 연지동 한국기독교연합회관 2층 대강 당에서 개최되며, 이 여사의 유족 대표로서 조카인 이근기가 대신 수여받았다.
2004년 5월에는 그를 기리는 이우정 평화상이 제정되었다.

## 저서 및 작품
- 《여성신학의 이해》(1980)
- 《한국기독교여성 백년의 발자취》(1985)
- 《한국기독교장로회여성 60년사》(1989)

## 수상 경력
- 1995년 한신대학교 한신상
- 1996년 아시아인권기금상
- 1999년 국민훈장 모란장
- 2004년 늦봄통일상

## 학력
- 한신대학교 신학 학사

### 명예 박사 학위
- 1993년 캐나다 빅토리아 대학교에서 명예문학박사

## 연보
- 1952년 캐나다 유학 중 한국신학대학 교수에 임명됨
- 1953년 귀국, 한국신학대학 교수
- 1970년 학원 민주화 운동에 참여, 그해 한신대학교 학내분규로 교수직 사퇴
- 1970년 한국교회여성연합회 회장
- 1973년 한국교회여성연합회 회장 재선
- 1973년 서울여자대학교 교수
- 1976년 시국사건 등으로 문제가 되었으나 반성문 제출을 거부하고 해직되다
- 1977년 - 1981년 기독교장로회 여신도회전국연합회 회장
- 1984년 - 1986년 여신학자협의회 회장
- 1985년 - 1991년 WCC세계선교위원회 부위원장
- 1987년 한국여성단체연합회를 결성, 초대 회장
- 1989년 한국기독교교회협의회(KNCC) 부회장
- 1990년 한국여성단체연합회 고문
- 1991년 신민당 수석최고위원
- 1991년 민주당 여성위원회 위원장
- 1992년 민주당 전국구 제14대 국회의원
- 1994년 국회 여성특별위원회 위원장
- 1997년 평화를 만드는 여성회 수석대표
- 1998년 통일부 통일자문회의 통일고문
- 1998년 민족화해협력범국민협의회(民和協) 상임의장
- 1998년 제2건국범국민추진위원회 공동위원장
- 1999년 아태민주지도자회의 이사
- 2000년 평화를 만드는 여성회 이사장

## 평가와 비판
여성의 권익보호와 민주화 운동에 앞장선 제1세대 여성운동가로 평가받아왔다. 여성운동과 기독교 인권운동에 헌신했다는 평가도 있다. 평생을 독신으로 살면서 기독교 인권운동과 평화운동, 여성운동과 진보적 민권운동에 두루 헌신했다는 평가도 있다.
문동환 목사는 선생을 가리켜 “현장에서 성장한 아름다운 사람”이라고 평했다. 선생의 제자인 김성재 전 청와대 정무수석은 “선생은 특정한 이념이나 사상, 자신의 틀을 가지고 운동한 분이 아니다. 그 중심에는 약자와 고통받는 이들에 대한 사랑이 있었다”고 기억했다. 민중에 대한 사랑이 선생에게 끝없는 용기와 힘을 줬다는 것이다.
한국 여성운동과 민주화운동, 평화운동의 큰 별이라는 평가도 있다. 기독교 여성운동계의 거목 이었다는 평가가 있다.

## 기타
평생 독신으로 지낸 독신 여성운동가였다. 그는 학생 때나 대학교수 시절이나 수줍음을 잘 탔다고 한다. 그러나 보수 인사와의 언쟁이나 이승만, 박정희, 전두환을 비판할 때는 유창한 달변과 열변을 토해냈다.

## 같이 보기
- 평화민주당
- 새천년민주당
- 통일운동
- 기독교 페미니즘
- 이희호
- 함석헌